# مركز المنارة للمؤتمرات الدولية
مركز المنارة للمؤتمرات الدولية هو مركز مصري للمؤتمرات الدولية والمحلية تديره الشركة الوطنية للمعارض والمؤتمرات الدولية التابعة للقوات المسلحة المصرية، تم افتتاحه في أكتوبر 2017 من قبل رئيس الجمهورية والقائد الأعلى للقوات المسلحة عبد الفتاح السيسي، وشهد العديد من المؤتمرات والمحافل المحلية والدولية، كما أنه يعتبر أكبر مركز للمؤتمرات في مصر والشرق الأوسط

## الموقع
يقع مركز المنارة للمؤتمرات الدولية بمحور المشير طنطاوي بالتجمع الخامس بالقاهرة، ويقع بالقرب من مركز مصر للمعارض الدولية، مسجد المشير طنطاوي واستاد الدفاع الجوي.

## افتتاح المركز
قام الرئيس عبد الفتاح السيسي القائد الأعلى للقوات المسلحة يوم الاثنين الموافق 9 أكتوبر 2017 بافتتاح مركز المنارة للمؤتمرات والمعارض الدولية بحضور الفريق أول صدقي صبحي وزير الدفاع والإنتاج الحربي، والفريق محمود حجازي رئيس أركان حرب القوات المسلحة، كما حضر مراسم الافتتاح رئيس مجلس النواب، ورئيس مجلس الوزراء، وعدد من الوزراء وقيادات القوات المسلحة وكبار المسئولين والشخصيات العامة والإعلاميين، وكانت أولى احتفالات المركز هي إقامة فعاليات الندوة التثقيفية السادسة والعشرين التي نظمتها إدارة الشئون المعنوية بالقوات المسلحة بمناسبة الاحتفال بذكرى انتصارات أكتوبر تحت عنوان «أكتوبر أنشودة النصر».

## تفاصيل المركز
مساحة المركز نحو 900 متر، ويتألف من قاعة رئيسية تتسع لـ1670 فردا، بالإضافة إلى قاعات فردية مزودة متعددة الأغراض، المصممة طبقا لأحدث التقنيات العالمية، بخدمات الترجمة وسينما متطورة، فضلا عن مسرح لتقديم العروض الفنية مزود بأحدث أجهزة الإضاءة والعرض وإمكانية تغيير الديكورات، يرتبط المركز بكابل مباشر مع التليفزيون المصرى لنقل الفعاليات المهمة والمؤتمرات، كذلك هناك ربطًا بين المركز ومدينة الإنتاج الإعلامى، كما يشمل مساحات كبيرة من أرض الفضاء يمكن عمل معارض سلاح بها

### قاعات المركز
- المسرح

يعد مسرح مركز المنارة هو أكبر مسرح في جميع أنحاء مصر والشرق الأوسط، يمكن لقاعة المسرح استضافة ما يصل إلى 1670 ضيفًا يجلسون عبر القاعة الرئيسية بطريقة المسلك. يشمل هذا الرقم: مقاعد للشخصيات رفيعة المستوى (VIP)، مقاعد لذوي الاحتياجات الخاصة، الشرفة العليا و 4 كبائن للشخصيات رفيعة المستوى (VIP). تم تطوير المسرح بشكل كبير من حيث أحدث تقنيات البث الفضائي بما في ذلك: شاشة عرض 4K ، وشاشة LED بعرض 200 متر، بالإضافة إلى مصعد للأوركسترا وثلاثة مصاعد فردية منفصلة والعديد من الميزات الأخرى الفريدة من نوعها. توفر منطقة الكواليس للزبائن 12 غرفة من أنواع مختلفة (غرفة ستار، غرف مكياج، غرف ملابس)، مُستتَر للفنانين بمواقف خاصة للسيارات، باب خلفي مناسب للشاحنات والشاحنات التي تحمل ديكورات وعناصر ثقيلة والمنطقة بأكملها تُعتبر قسمًا مستقلاً يضم مكاتب المنظمين والحمامات ومنطقة استراحة القهوة.
- قاعة المائدة المستديرة (للشخصيات رفيعة المستوى)

هي قاعة فاخرة ذات تصميم أصلي للمائدة المستديرة، توفر ظروف عمل مثالية للمؤتمرات رفيعة المستوى والاجتماعات الرسمية.
تم تجهيز هذه القاعة بأحدث التقنيات والأجهزة اللوحية الذكية ووحدات الترجمة، كما أن لديها منطقة خاصة لتناول الطعام وصالون جانبي.
- قاعة المؤتمرات الرئيسية

لدى القاعة تكوينات مختلفة إما للمؤتمرات أو الندوات أو اجتماع عمل مهم، يمكن أن تستضيف ما يصل إلى 219 ضيفًا على خشبة المسرح مع 5 مكبرات صوت ومقعد واحد. تم تجهيز القاعة بتكنولوجيا مؤتمرات الفيديو عالية الدقة وأجهزة استقبال الأشعة تحت الحمراء وسماعات الرأس للترجمة الفورية و 3 شاشات LED (حائط فيديو) ولوحات ذكية أمام كل حاضر مع نظام تصويت مضمن وميكروفونات.
- قاعة السينما ثلاثية الأبعاد

تستضيف هذه القاعة ما يصل إلى 474 ضيفًا وتتسم بالمرونة لدعم عرض الأفلام أو مؤتمر مع شاشة العرض الآلية الخاصة به أو حلقة دراسية أو حتى يتم تحويلها إلى مسرح صغير للألعاب والعروض الموسيقية ومراسم توزيع الجوائز.
- قاعات المحاضرات

قاعتان كبيرتان للمحاضرات مع مقاعد على طراز المسرح تستوعب كل منهما ما يصل إلى 110 أشخاص. يتم تزويد هاتين القاعتين بالقدرة على توصيل كل منهما باستخدام تقنية مؤتمرات الفيديو عالية الدقة. تم تجهيز القاعات أيضًا بكل ما يلزم لتوفير تجربة سلسة بدءًا من المنصة، واللوحة الذكية، وميزة الترجمة الفورية، وجهاز العرض 7000 ANSI لومن HDMI، وشاشة مزودة بمحركات، ولوحة السبورة التفاعلية الذكية.
- صالة الشخصيات رفيعة المستوى

صالة للترحيب بالضيوف والوزراء والوفود الرئاسية، وتستوعب هذه القاعة ما يصل إلى 36 ضيفًا.
القاعة متصلة بـ: أ) مدخل خاص ومنحدر للسيارات من خارج المبنى.
ب) لوبي خاص ومكتب للمعلومات.
ج) مدخل مباشر إلى صف مقاعد كبار الشخصيات في مسرح المنارة.
د) المصاعد الخاصة إلى كابينة كبار الشخصيات في مسرح المنارة.
ه) صالة فاخرة تسمى الصالون الجانبي.
- القاعات متعددة الاستخدامات

ثلاث قاعات دائرية تقع بجانب المسرح الرئيسي في طابقين مختلفين. تتميز هذه القاعات بالمرونة التي يمكن ضبطها وفقًا لما هو مطلوب من حيث التكنولوجيا المطلوبة وإعداد الطاولات والكراسي ويساعد هذا في استيعاب القاعات وفقًا لاحتياجات كل حدث.
- مركز وكالة الأخبار

يقع مركز وكالة الأخبار في نفس طابق قاعة المؤتمرات الصحفية، ويعتبر مساحة عمل خاصة لما يصل إلى 36 من المنظمين، الصحفيين والمراسلين، يحتوي على اتصال واي فاي عالي السرعة والعديد من المرافق الأخرى. تم تجهيز القاعة بـ 6 شاشات IPTV لعرض إما بث خارجي من قنوات الأخبار التلفزيونية المختلفة أو بث مباشر لأي حدث يحدث في مركز المؤتمرات بحيث يمكن استخدامه كمساحة عمل لأي منظم أحداث وليس فقط تلك الذي عقد في قاعة المؤتمرات.
- قاعة الطعام

قاعة مستديرة مصممة لاستضافة أنشطة الطعام المتنوعة لجميع أنواع الأحداث التي تقام في مركز المنارة مع القدرة على تخصيص إعداد الطاولات والكراسي وفقًا لعدد الحاضرين ومواصفات تقديم الطعام. تتصل القاعة بمطبخ المبنى من خلال مصاعد وسلالم الخدمة.
- قاعة المؤتمرات الصحفية

توفر هذه القاعة لإقامة الندوات، إطلاق الحملات، الإعلانات المهمة أو الإعلانات العامة والمؤتمرات الصحفية، تستضيف القاعة ما يصل إلى 120 مشاركًا جالسين على طراز الفصل الدراسي، مع مرحلة صغيرة مع 3 مقاعد للمتكلمين ومنصة واحدة. هناك مجموعة كاملة من المعدات التقنية بما في ذلك: أدوات عرض البيانات الحية، وشاشات LED ، وأجهزة تسجيل الفيديو، وأكشاك الترجمة المتزامنة وسماعات الرأس. ا قاعة المؤتمرات الصحفية معزولة نسبيًا عن بقية المبنى مما يوفر الخصوصية والاستقلالية للحدث وتقع في الطابق السفلي، تتصل مباشرة بموقف السيارات تحت الأرض وتحتوي على صالة خاصة بها ومنطقة استراحة لتناول القهوة وغرفة مكبر صوت.
- الساحة

مساحة واسعة ومتعددة الأغراض تبلغ مساحتها 11000 متر مربع، مباشرة أمام مركز المنارة للمؤتمرات والتي يمكن تخصيصها لأنواع الأحداث المختلفة مثل الحفلات والمهرجانات والأيام الممتعة والمعارض في الهواء الطلق وخبرات المطاعم في الهواء الطلق والخيام والمقصورات الموسمية والموضوعية، تتوفر في هذه الساحة العديد من الخدمات مثل منافذ الكهرباء، منافذ المياه، الأضواء العالية وتوافر لإضافة مولدات طاقة إضافية في حالة الحاجة إليها.

## الاحتفالات والمؤتمرات
تم بالفعل تنظيم العديد من الأحداث على مسرح مركز المنارة للمؤتمرات الدولية مثل:
- حفلات لعمر خيرت[7]
- حفلات لأنغام[7]
- مراسم الافتتاح والختام لمهرجان القاهرة السينمائي الدولي في دورته الـ39 بنوفمبر 2017 [5][7]
- حفل افتتاح معرض مصر للطيران الذي تنظمه مجموعة DMG للأحداث[7]
- حفل افتتاح معرض القاهرة لتكنولوجيا المعلومات والاتصالات.[7]
- معرض «إيديكس 2018» الدولي للصناعات الدفاعية والعسكرية[5]
- احتفالية «أوبرا مصر»[5]
- الاحتفال بمئوية حزب الوفد[5]
- احتفال الرئيس عبد الفتاح السيسي بعيد الفطر المبارك مع أسر وأبناء الشهداء ومصابي العمليات، بعد تأدية صلاة العيد في مسجد المشير طنطاوي، في أعوام 2018 و2019.[5][18][19]
- المؤتمر الوطني للشباب في نسخته الثامنة[5][20][21]